# Preden se stegneva
Preden se stegneva (v izvirniku angleško The Bucket List) je ameriška komična drama iz leta 2007 v režiji Roba Reinerja in Jackom Nicholsonom ter Morganom Freemanom v glavnih vlogah. Premiera je bila 16. decembra 2007 v Hollywoodu, za božič 2007 je bil prikazan v izbranih kinematografih v ZDA in v širši distribuciji po ZDA ter Kanadi 11. januarja 2008.
Po izidu je bil deležen mešanih ocen, vendar je bil finančno uspešen - v otvoritvenem vikendu je bil z zaslužkom 19 milijonov USD na prvem mestu med takrat predvajanimi filmi in je do konca predvajanja v kinematografih po vsem svetu prinesel skoraj 175 milijonov USD prihodkov.

## Vsebina
Zgodba spremlja dva popolnoma različna moža, katerih zgodbi na koncu življenjske poti preplete bolezen. Carter Chambers (Morgan Freeman) je mehanik, ki je vse življenje delal v avtomehanični delavnici, da bi preživel svojo družino. Nasprotno je Edward Cole (Jack Nicholson) samotar, muhasti bogat poslovnež in lastnik zelo uspešnega podjetja, ki se ukvarja z odkupom ter vodenjem obubožanih bolnišnic. Oba se po diagnozi raka v zadnjem stadiju znajdeta v isti bolniški sobi ene od bolnišnic Edwardovega podjetja. Edward se sprva upira deliti sobo s Carterjem, a popusti, ko mu razložijo, kaj bi to pomenilo za javno podobo podjetja, katerega ključno vodilo je »nikoli manj kot dva bolnika na sobo«.
Med zdravljenjem se počasi spoznata in spoprijateljita. Razkrije se, da je Carter nadpovprečno razgledan; njegove sanje so bile postati profesor zgodovine, a se jim je moral odpovedati, ko je kot mlad črnec brez prihodkov dobil otroka. Edward pa pove, da je štirikrat ločeni samotar, ki uživa v nenavadnih razkošjih (kot je pitje Kopi luwak, najdražje kave na svetu) in maltretira svojega zvestega pomočnika Matthewa (Sean Hayes). Nekega dne prične Carter pisati seznam stvari, ki bi jih rad naredil pred smrtjo (»the bucket list« iz angleške fraze »to kick the bucket« - »stegniti se« oz. »umreti«). Kmalu izve, da ima še manj kot eno leto življenja, zato list odvrže. Najde ga Edward in nanj doda še več stvari ter ponudi Carterju, da bo financiral izpolnjevanje želja. Kljub nasprotovanju zdravnikov in žene Virginie (Beverly Todd) Carter sprejme ponudbo.
Carter bi rad pred smrtjo videl največja svetovna čudesa, večina Edwardovih dodatkov pa je avanturističnih in v naslednjih tednih starca skačeta s padalom, se vozita z motorji po Velikem kitajskem zidu, občudujeta Tadž Mahal ter odideta na safari v Afriki. Na vrhu Keopsove piramide se drug drugemu še bolj odpreta. Carter prizna, da vedno manj čuti do svoje žene, Edward pa, da ga je najbolj prizadelo, ko ga je hčerka zapustila, ker je najel silake, da so opravili z njenim nasilnim možem. Spodleti le njun poskus da bi videla Carterjev najveličastnejši prizor - vrh Mount Everesta. V Hong Kongu Edward skrivoma najame prostitutko za Carterja, ki nikoli ni bil z drugo žensko kot z Virginio. Ta spozna, da svojo ženo še vedno ljubi, zavrne družbo in si zaželi oditi domov k družini. Na poti nazaj uredi, da se ustavijo pred hišo Edwardove hčerke in ga poskuša prepričati, naj govori z njo. Edward, ki se je hotel le zabavati, jezno oddrvi domov in pozno v noč frustriran premleva odnos s hčerko, Carter pa se vrne k družini, s katero preživi prijeten večer.
Carterjeva vrnitev je kratkotrajna. Tisto noč doživi napad in je odpeljan nazaj v bolnico. Rak se je razširil na njegove možgane. Edward, ki se mu je medtem stanje še izboljšalo, ga kasneje obišče. Carter mu pove, da njegovo najljubšo pijačo pridobivajo z zbiranjem zrn iz iztrebkov cibetovk. V smehu ob Edwardovi zaprepadenosti prečrta enega zadnjih vnosov na seznamu - »nasmej se do solz« in mu naroči, naj preostalo opravi sam. Nato ga odpeljejo v operacijsko sobo, kjer med neuspešno operacijo umre. Čez čas Edward nejevoljno odide na obisk k svoji hčerki, da bi se pobotala. Ta ga ponovno sprejme in mu predstavi vnukinjo, za katero Edward sploh ni vedel. Ko pozdravi deklico s poljubom na lice, prečrta še en vnos - »poljubi najlepše dekle na svetu«. Med žalnim govorom na Carterjevem pogrebu pove, da so bili zadnji trije meseci najboljši v njegovem življenju in prečrta še »pomagaj popolnemu neznancu«.
Epilog razkrije, da je Edward dočakal visoko starost. Ko umre, njegov pomočnik Matthew njegov pepel v pločevinki odnese na vrh Mount Everesta in ga položi poleg druge - Carterjeve pločevinke. Nato prečrta še zadnji vnos na seznamu - »doživi nekaj zares veličastnega«.

## Odziv
Odziv filmskih kritikov je bil mešan. Na spletni strani Rotten Tomatoes, ki zbira odzive kritikov, ima rezultat 41 % pozitivnih od 174 ocen; večina kritikov je bila mnenja, da le karizma glavnih igralcev rešuje slab scenarij. Preden se stegneva je zelo kritiziral vplivni ameriški kritik Roger Ebert. Ebert, ki se je ravno takrat zdravil za rakom ščitnice, je filmu očital pretirano lahkotno uprizoritev trpljenja rakavih bolnikov in mu dal najnižjo možno oceno.
Kljub temu je bil finančno razmeroma uspešen in je bil s prihodkom preko 93 milijonov USD prihodkov v ameriških kinematografih 31. najuspešnejši ameriški film leta 2007. Po vsem svetu je prinesel skoraj 175 milijonov USD prihodkov. Občinstvo ga je sprejelo bistveno bolje od kritikov - na Rotten Tomatoes ima oceno uporabnikov 81 %, na podobni spletni strani Metacritic pa 7,9 od 10.